# ヴィゴノーヴォ
ヴィゴノーヴォ（伊: Vigonovo）は、イタリア共和国ヴェネト州ヴェネツィア県にある、人口約10,000人の基礎自治体（コムーネ）。

## 地理

### 位置・広がり

#### 隣接コムーネ
隣接するコムーネは以下の通り。括弧内のPDはパドヴァ県所属を示す。
- フォッソ
- ノヴェンタ・パドヴァーナ (PD)
- パードヴァ (PD)
- サンタンジェロ・ディ・ピオーヴェ・ディ・サッコ (PD)
- サオナーラ (PD)
- ストラ

### 気候分類・地震分類
気候分類では、zona E, 2467 GGに分類される。
また、イタリアの地震リスク階級 (it) では、zona 3 (sismicità bassa) に分類される。

## 行政

### 分離集落
ヴィゴノーヴォには、以下の分離集落（フラツィオーネ）がある。
- Celeseo, Galta, Tombelle